# André Gaboriaud
André Gaboriaud (1 de maio de 1895 – 23 de novembro de 1969) foi um esgrimista francês que participou dos Jogos Olímpicos de Verão de 1928, sob a bandeira da França.